# Dragoș Benea
Dragoș Benea é um político romeno que actualmente actua como membro do Parlamento Europeu pelo Partido Social-Democrata.